# Guillaume Duchenne

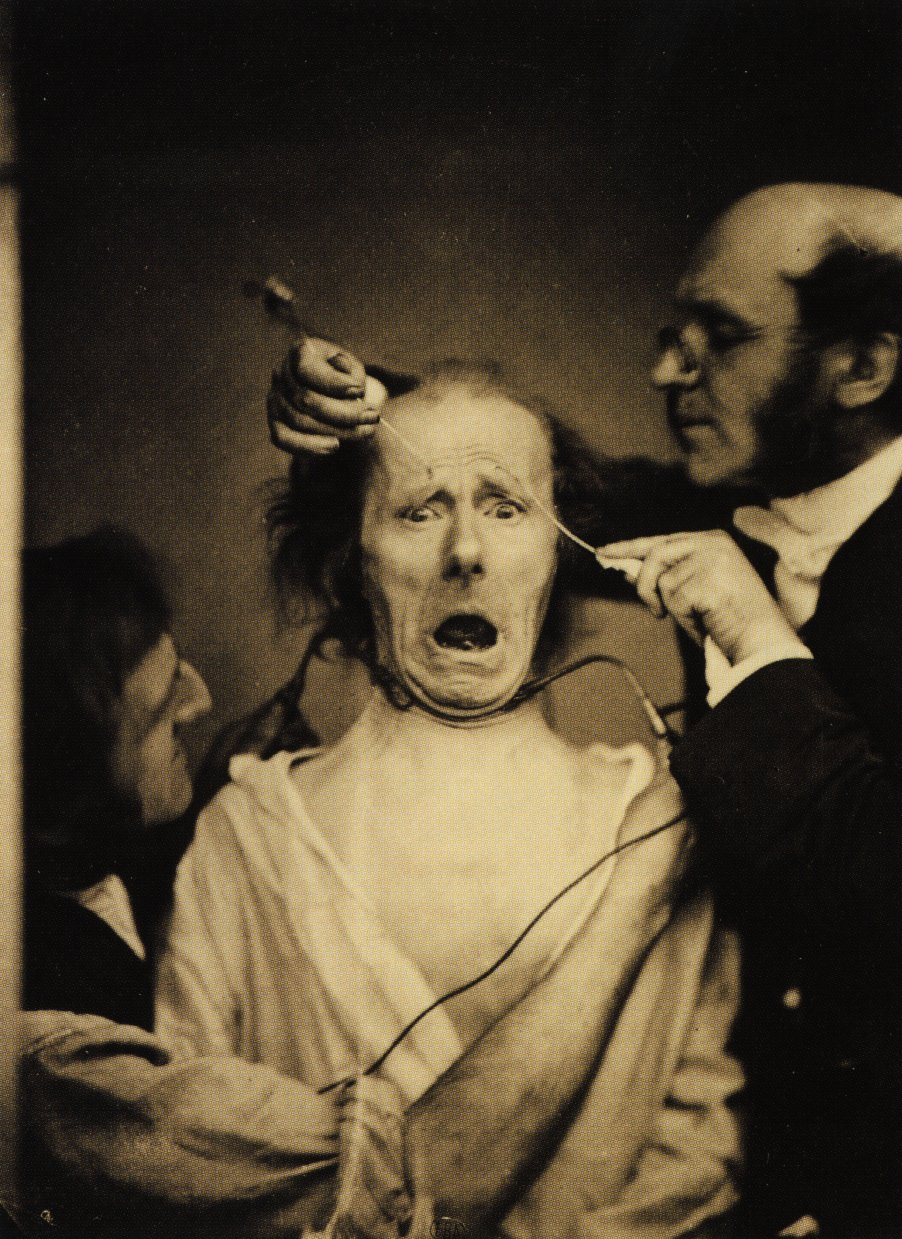
Duchenne vid ett av sina experiment.

Guillaume Benjamin Duchenne de Boulogne, född den 17 september 1806 i Boulogne-sur-Mer, död den 15 september 1875 i Paris, var en fransk neurolog
Duchenne var från 1842 praktiserande neurolog i Paris och sysselsatte sig i många år med undersökningar om elektricitetens användning inom medicinen. Härigenom samlade han med tiden ett rikt material av iakttagelser, på vilket han grundade sin betydelsefulla framställning av elektroterapin och elektrodiagnostiken (De l’électrisation localisée et de son application à la physiologie, à la pathologie et à la thérapeutique, 1855; tredje upplagan 1872). I anslutning till dessa arbeten gjorde Duchenne omfattande studier över verkningarna av kroppens olika muskler (Physiologie des mouvements démontrée å l’aide de l’expérimentation électrique et de l’observation clinique, 1867) samt över ansiktsmusklernas betydelse för ansiktsuttrycken (Mécanisme de la physionomie humaine, ou analyse électrophysiologique de l’expression des passions, applicable d la pratique des arts plastiques, 1862). Slutligen vann Duchenne också inom nervsystemets patologi och patologiska anatomi mycket betydande resultat. I Sverige infördes hans elektriseringsmetod av Herman Sätherberg 1851. En minnesvård över Duchenne restes 1899 i Boulogne.